# Thành Bắc
Thành Bắc (城北区) là một quận thuộc địa cấp thị Tây Ninh, tỉnh Thanh Hải, Trung Quốc.

## Địa lý
Quận Thành Bắc có diện tích 138 km², dân số năm 2002 là 190.000 người, trong đó người Hán là chủ yếu.

## Hành chính
Quận Thành Bắc được chia thành 4 nhai đạo: Tam Kỳ, Tiểu Kiều, Triều Dương, Mã Phường và 2 trấn: Đại Bảo Tử, Nhị Thập Phô.